# Hecate Enthroned
A Hecate Enthroned walesi metal együttes.

## Története
1993-ban alakult meg Wrexham-ben, Amethyst néven. Ezt az elnevezést nem sokkal később Daemonumra változtatták. Az eredeti felállás a következő volt: Jon Kennedy, Nigel Drennen, Ian Maiden (neve szójáték az Iron Maiden nevével), Mark Watson-Jones, Steve, Gary és Marc. Kennedy nem sokkal később a Cradle of Filth-hez csatlakozott, miután annak a zenekarnak az énekese meghívta. 1995-ben visszatért a saját együttesébe és Daemonum-ról Hecate Enthroned-ra változtatta. Pályafutásuk korai szakaszában blackened death metalt illetve szimfonikus black metalt játszottak.
A zenekar nevében a „Hecate” szó Hekatéra, a görög istennőre utal, de valószínűleg azért is csatolták ezt a szót az elnevezéshez a tagok, hogy ne keverjék össze őket az emberek a szintén 1993-ban alakult, „sima” black metalt játszó Enthroned együttessel. (Érdekességként megemlítendő, hogy az Enthroned és a Hecate Enthroned ugyanannál a lemezkiadó cégnél működik, illetve az Enthroned eredeti énekese egy rövid életű „Hecate” nevű zenekarból származott.)
Az együttes lemezeit a Blackend Records, Crank Music Group kiadók jelentetik meg.

## Tagok
- Joe Stamps - ének (2015-)
- Nigel Drennen - gitár (1993-)
- Andy Milnes - gitár (1997-)
- Dylan Hughes - basszusgitár (1995, 1998-)
- Pete White - billentyűk (2004-)
- Gareth Hardy - dobok (2012-)

## Diszkográfia
- The Slaughter of Innocence, a Requiem for the Mighty (1997)
- Dark Requiems... and Unsilent Massacre (1998)
- Kings of Chaos (1999)
- Redimus (2004)
- Virulent Rapture (2013)
- Embrace of the Godless Aeon (2019)